# Oleg Andrejewitsch Koschemjakin
Oleg Andrejewitsch Koschemjakin (russisch Олег Андреевич Кожемякин; * 30. Mai 1995 in Krywyj Rih, Ukraine) ist ein russischer Fußballspieler.

## Karriere
Koschemjakin begann seine Karriere bei Lokomotive Moskau. Im Januar 2013 wechselte er zum unterklassigen Kwasar Moskau. Zur Saison 2014/15 schloss er sich dem Drittligisten FK Metallurg Lipezk an. In seiner ersten Spielzeit in Lipezk kam er zu 24 Einsätzen in der Perwenstwo PFL. In der Saison 2015/16 absolvierte er 25, in der Saison 2016/17 23 Drittligapartien.
Zur Saison 2017/18 wechselte Koschemjakin zurück zu Lokomotive, wo er für das Farmteam Lokomotive-Kasanka Moskau spielen sollte. Für Kasanka kam er zu 24 Drittligaeinsätzen. Zur Saison 2018/19 wechselte der Verteidiger zum Zweitligisten Schinnik Jaroslawl. Dort debütierte er im Juli 2018 in der Perwenstwo FNL. In seiner ersten Zweitligaspielzeit kam er zu 36 Einsätzen. In der COVID-bedingt abgebrochenen Spielzeit 2019/20 machte er 26 Spiele für Schinnik.
Zur Saison 2020/21 wechselte Koschemjakin zum Erstligisten Rotor Wolgograd. Im August 2020 gab er gegen Zenit St. Petersburg sein Debüt in der Premjer-Liga. Bis Saisonende machte er 19 Spiele im Oberhaus, aus dem er mit Rotor allerdings abstieg. Daraufhin zog er im August 2021 weiter zum Zweitligisten Torpedo Moskau. Für Torpedo kam er zu 30 Einsätzen in der FNL, mit den Moskauern stieg er zu Saisonende in die Premjer-Liga auf. Im Oberhaus kam er zu 26 Einsätzen für Torpedo, das Team stieg allerdings direkt wieder ab.
Zur Saison 2023/24 wechselte Koschemjakin dann innerhalb der zweiten Liga zum FK SKA-Chabarowsk.